# 624
624 (DCXXIV) fue un año bisiesto comenzado en domingo del calendario juliano, en vigor en aquella fecha.

## Acontecimientos
- 13 de marzo: Batalla de Badr liderada por el profeta Mahoma
- Última Guerra Romano-Persa: el Emperador Heraclio derrota a los sasánidas durante su avance en el Río Aras y destruye el templo Zoroastrista de Tajt-e Soleimán.[1]
- Tras 70 años de dominio bizantino, los visigodos toman la ciudad de Carthago Spartaria (actual Cartagena), haciéndose con el control total de la península ibérica.
- Japón adopta el budismo.

## Nacimientos
- Abd Allah ibn al-Zubayr, califa.
- Wu Zetian, emperatriz china.

## Fallecimientos
- Austregisilo, religioso cristiano.
- Redvaldo de Estanglia, rey de los anglos.